# بلدختر
پُل‌دختر هي مدينة إيرانية تقع في محافظة لرستان.
يبلغ عدد سكانها 22,558 حسب احصاء عام 2006 م.
تبعد بلدختر نحو مائة كيلومتر عن خرم آباد. و في شمال بلدختر يقع جسر أثري تم ترشيحه ليصنف كموقع تراث عالمي من قبل اليونسكو.
كما يوجد أيضا في بلدختر ضريح نعمة الله الجزائري ، وقبره معروف يُزار.

## أعلام
- جاسم أميري